# I liga 1973-1974 (pallacanestro maschile)
La I liga 1973-1974 è stata la 40ª edizione del massimo campionato polacco di pallacanestro maschile. La vittoria finale è stata ad appannaggio del Wisła Cracovia.

## Risultati

### Stagione regolare
|     | Squadra             | G  | V  | P  | PF   | PS   | Pt. |
| --- | ------------------- | -- | -- | -- | ---- | ---- | --- |
| 1.  | Wisła Cracovia      | 36 | 29 | 7  | 3079 | 2782 | 65  |
| 2.  | Resovia Rzeszów     | 36 | 28 | 8  | 3139 | 2757 | 64  |
| 3.  | Śląsk Breslavia     | 36 | 21 | 15 | 3055 | 2903 | 57  |
| 4.  | Legia Varsavia      | 36 | 19 | 17 | 3111 | 3019 | 55  |
| 5.  | Wybrzeże Danzica    | 36 | 18 | 18 | 3276 | 3004 | 54  |
| 6.  | Lech Poznań         | 36 | 17 | 19 | 2973 | 3052 | 53  |
| 7.  | Polonia Varsavia    | 36 | 14 | 22 | 2863 | 2953 | 50  |
| 8.  | Spójnia Danzica     | 36 | 14 | 22 | 2381 | 2735 | 50  |
| 9.  | Pogoń Stettino      | 36 | 12 | 24 | 2715 | 3133 | 48  |
| 10. | Lublinianka Lublino | 36 | 10 | 26 | 2748 | 3002 | 46  |

| I liga 1973-1974         |
| ------------------------ |
| Wisła Cracovia 5º titolo |

## Formazione vincitrice
| N° | Naz.               | Ruolo | Sportivo            |  | Alt. |  |
| -- | ------------------ | ----- | ------------------- |  | ---- |  |
|    | Polonia (bandiera) | C     | Czesław Biliński    |  | 202  |  |
|    | Polonia (bandiera) | GA    | Jacek Bonenberg     |  | 192  |  |
|    | Polonia (bandiera) | G     | Adam Gardzina       |  | 194  |  |
|    | Polonia (bandiera) | G     | Tadeusz Kubiś       |  | 191  |  |
|    | Polonia (bandiera) | A     | Dariusz Kwiatkowski |  | 196  |  |
|    | Polonia (bandiera) | AC    | Piotr Langosz       |  | 201  |  |
|    | Polonia (bandiera) | C     | Marek Ładniak       |  | 202  |  |
|    | Polonia (bandiera) | P     | Stanisław Matelak   |  | 181  |  |
|    | Polonia (bandiera) | G     | Zdzisław Paluch     |  | 184  |  |
|    | Polonia (bandiera) | G     | Maciej Pietrzyk     |  | 184  |  |
|    | Polonia (bandiera) | P     | Andrzej Seweryn     |  | 180  |  |
|    | Polonia (bandiera) | A     | Waldemar Wiśniewski |  | 196  |  |
|    | Polonia (bandiera) | A     | Włodzimierz Wojtala |  | 192  |  |
|    | Polonia (bandiera) | All.  | Jerzy Bętkowski     |  |      |  |

## Premi e riconoscimenti
- MVP stagione regolare:  Andrzej Seweryn, Wisła Cracovia